# Cibulové kroužky

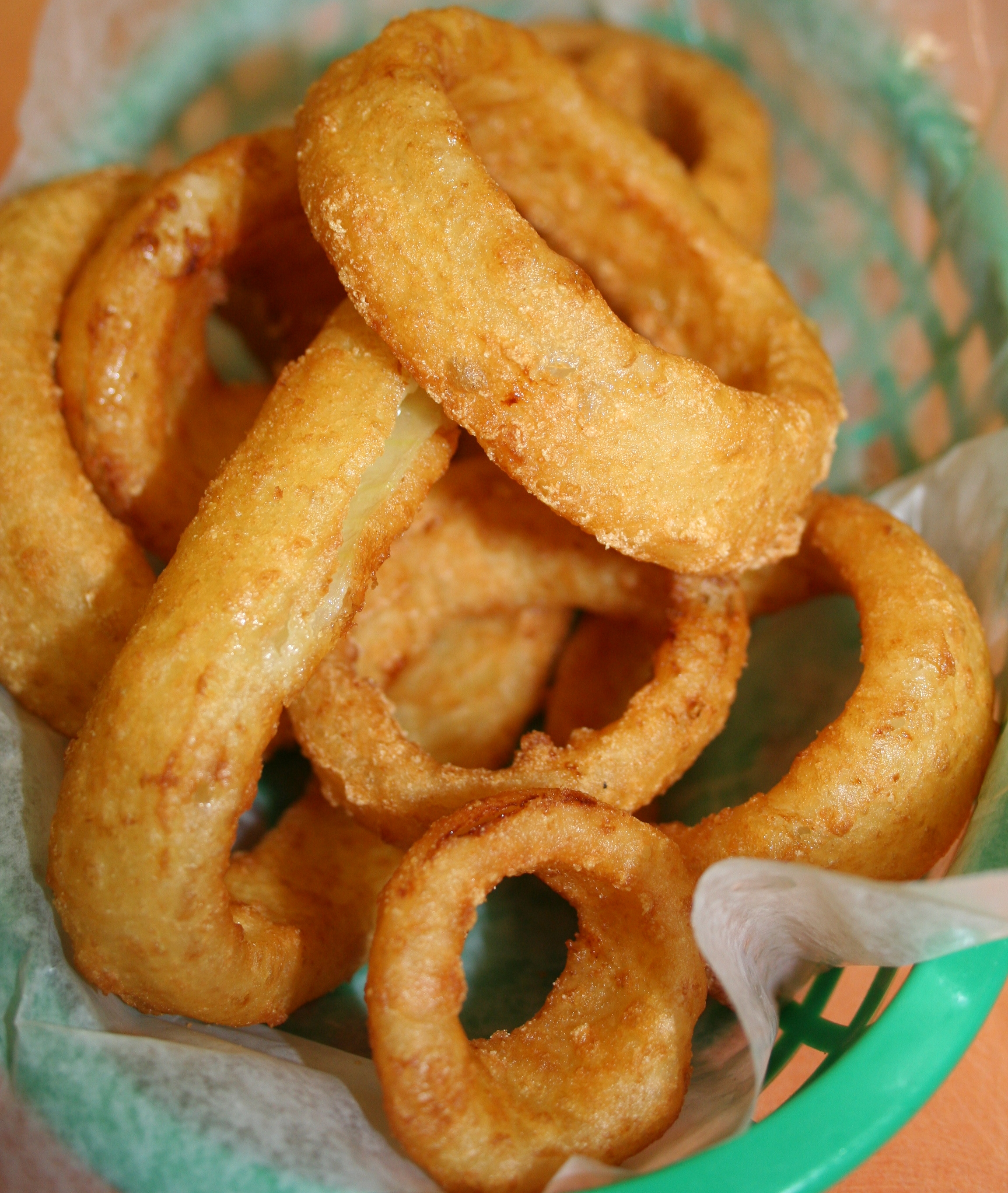
Cibulové kroužky

Cibulové kroužky (anglicky: onion rings) je pokrm nejčastěji podávaný jako předkrm nebo příloha. Pochází z americké kuchyně, ale kromě USA je populární také v Kanadě, Velké Británii, Irsku, Austrálii, Jihoafrické republice, Novém Zélandu a také v některých částech pevninské Evropy, Asie a Latinské Ameriky.
Jedná se o kousky cibule nakrájené do tvaru kruhu, obalené v těstíčku a smažené (fritované), někdy se místo cibule používá jen cibulová pasta. Podávají se s různými dipy, ve kterých se namáčejí.
Někdy se lze setkat i s podobným pokrmem nazvaným "blooming onion" (v překladu z angličtiny rozkvetlá cibule), což je velká cibule, která je vykrájená do tvaru květu a osmažená v těstíčku.